# Snakkerdu Densk
Snakkerdu Densk war eine von 1991 bis ca. 2001 bestehende Independent-Pop-Band aus Wien. Sie bestand aus den Österreichern Bernhard Schnur (Gitarre, Gesang), Michael Moser (Bass) und Dominik Dusek (Schlagzeug).
Charakteristisch für die Musik von Snakkerdu Densk waren Bernhard Schnurs markante, an John Lennon erinnernde Stimme und ihre feinen, eingängigen Popmelodien ebenso wie ihre experimentellen und ungewöhnlichen Arrangements. So waren manche Songs auf Instrumentalloops aufgebaut oder einfach kurze Geräuschminiaturen. Außerdem verwendete die Band neben Gitarre, Bass und Schlagzeug auch Saxophon, Harmonika, Orgel, Melodika, Drumbox und diverse Kleininstrumente wie Maultrommel oder Blechbüchsen. Nach der Übersiedlung von Dominik Dusek von Wien nach Winterthur (Schweiz) im Jahr 1999 probierten Schnur und Moser die Zusammenarbeit mit mehreren Drummern aus, ohne jedoch einen fixen Ersatz zu finden.
Snakkerdu Densk spielten im Laufe ihres Bestehens Konzerte in Österreich, Deutschland, der Schweiz, Slowenien, Bosnien und Kroatien. Sie stellten auch ein „Unplugged“-Programm mit folkig-psychedelischen Versionen ihrer Songs und einigen Coverversionen zusammen und spielten unter dem Namen Swap Swaap Tundra zweimal ein zwischen Techno und Free-Jazz oszillierendes Impro-Liveset.
Dominik Dusek veröffentlichte Ende der 1990er Jahre als Bottervogel zwei Soloalben. Seit 2005 tritt Bernhard Schnur in Österreich, aber auch im europäischen Ausland mit Soloprogrammen oder als Bernhard Schnur & Band auf. Im Oktober 2012 spielten Snakkerdu Densk im Rahmen der CD-Präsentation von Bernhard Schnurs drittem Solo-Album YOL im Wiener  WUK ein kurzes Reunion-Konzert.

## Diskografie
Snakkerdu Densk:
- 1992 Snakkerdu Densk, Tape (Trost)
- 1993 Die Schönheit der Welt, Teil 1: Realitätsverlust, LP (Trost)
- 1995 A Pepperlike Springtime, CD (Trost)
- 1995 Nem, CD (Trost)
- 1997 Metalurg, LP/CD (Familienalbum)

Bottervogel:
- 1997 Bottervogel, CD (Trost)
- 1999 Möglich, CD (Trost)

Bernhard Schnur:
- 2008 Avril, CD (plag dich nicht)
- 2011 Canzoni d’Aprile, CD, (plag dich nicht) (als Bernhard Schnur & Band)
- 2012 YOL, CD (plag dich nicht) (u. a. mit Michael Moser und Dominik Dusek)
- 2018 Atom, LP/CD (plag dich nicht)
- 2020 Return of the Bees LP/CD (plag dich nicht)
- 2022 Idemo (plag dich nicht)